# Bernd Wittenburg
Bernd Wittenburg (* 1. dubna 1950) je bývalý německý rohovník/boxer.

## Sportovní kariéra
Připravoval se v Berlíně v policejním klubu Dynamo pod vedením Horsta Gülleho. V roce 1976 startoval na olympijských hrách v Montréalu a vypadl ve druhém kole s Kubáncem Luis Martínezem. Sportovní kariéru ukončil po roce 1977.

## Výsledky
| Olympijské hry     |    |    | úč. |    |
| Mistrovství světa  | 3. |    |     |    |
| Mistrovství Evropy |    | 2. |     | 2. |